# Tyszki-Łabno
Tyszki-Łabno je vesnice v severovýchodní části Polska v okrese Kolno Podleského vojvodství. Leží 120 km severovýchodně od Varšavy, v historickém Mazovsku.
Vlastní vesnice Tyszki-Łabno čítá 86 obyvatel.
První zmínka o lokalitě pochází z 15. století.